# 細副獅子魚
細副獅子鱼（学名：Paraliparis gracilis），为輻鰭魚綱鮋形目杜父魚亞目狮子鱼科的其中一種。分布於南冰洋的南喬治亞島及Crozet島海域，屬深海底棲性魚類，棲息在水深120至1055公尺的海域，生活習性不明。
其种加词来源于拉丁文“gracilis”，意为“纤细的”。